# Lila Downs y La Misteriosa en París - Live à Fip
Lila Downs y La Misteriosa en París -  live à FIP es un álbum acústico de la cantante mexicana Lila Downs. Grabado en mayo de 2009 en la ciudad de París para la cadena FIP de radio Francia. Este álbum es considerado como una de las mejores presentaciones de la artista.
El 11 de mayo de 2009, Lila Downs filmó el concierto En París, live à FIP junto con su banda La Misteriosa en la ciudad de París en salón de la estación Radio Francia estudio 105. La cantautora mexicana fue acompañada por un conjunto de grandes músicos que apoyaron su interpretación de nuevos y excitantes arreglos. Desde la versión del son jarocho "La iguana" hasta los acordes de su popular versión de "La cumbia del mole" plasmando sonidos al más puro estilo mexicano.
Cabe destacar que Lila en colaboración con Paul Cohen director de la banda La Misteriosa fueron quienes produjeron este álbum musicalmente, considerando los arreglos necesarios desde citaras, percusiones, guitarras y acordeones hasta la forma en que interpretarían "La cucaracha". Este álbum salió a la venta de forma simultánea el 13 de abril de 2010 en España y Francia posteriormente en Estados Unidos y más tarde en México en esta edición se incluyó un DVD de la grabación del concierto.

## Lista de canciones
| CD  |                        |                   |          |  |
| N.º | Título                 | Escritor(es)      | Duración |  |
| 1.  | «El relámpago»         | Tradicional       | 3:57     |  |
| 2.  | «La línea»             | Downs/Cohen       | 4:47     |  |
| 3.  | «La martiniana»        | Andrés Henestrosa | 4:30     |  |
| 4.  | «La cumbia del mole»   | Lila Downs        | 4:08     |  |
| 5.  | «Paloma negra»         | Tomás Méndez      | 4:32     |  |
| 6.  | «Minimum wage»         | Downs/Cohen       | 4:27     |  |
| 7.  | «Justicia»             | Lila Downs        | 5:14     |  |
| 8.  | «Yo envidio el viento» | Lucinda Williams  | 4:06     |  |
| 9.  | «La cucaracha»         | Tradicional       | 4:58     |  |
| 10. | «Los pollos»           | Tradicional       | 3:48     |  |
| 11. | «Naila»                | Jesús Rasgado     | 3:32     |  |
| 12. | «Arenita azul»         | Tradicional       | 3:25     |  |
| 13. | «La iguana»            | Tradicional       | 4:31     |  |
| 14. | «La llorona»           | Tradicional       | 5:47     |  |
| 15. | «Perro negro»          | Downs/Cohen       | 7:00     |  |

| Versión iTunes |                        |                    |          |  |
| N.º            | Título                 | Escritor(es)       | Duración |  |
| 1.             | «El relámpago»         | Tradicional        | 3:57     |  |
| 2.             | «La línea»             | Downs/Cohen        | 4:47     |  |
| 3.             | «La martiniana»        | Andrés Henestrosa  | 4:30     |  |
| 4.             | «La cumbia del mole»   | Lila Downs         | 4:08     |  |
| 5.             | «Paloma negra»         | Tomás Méndez       | 4:32     |  |
| 6.             | «Minimum wage»         | Downs/Cohen        | 4:27     |  |
| 7.             | «Justicia»             | Lila Downs         | 5:14     |  |
| 8.             | «Yo envidio el viento» | Lucinda Williams   | 4:06     |  |
| 9.             | «La cucaracha»         | Tradicional        | 4:58     |  |
| 10.            | «Los pollos»           | Tradicional        | 3:48     |  |
| 11.            | «Naila»                | Jesús Rasgado      | 3:32     |  |
| 12.            | «Arenita azul»         | Tradicional        | 3:25     |  |
| 13.            | «La iguana»            | Tradicional        | 4:31     |  |
| 14.            | «La llorona»           | Tradicional        | 5:47     |  |
| 15.            | «Perro negro»          | Downs/Cohen        | 7:00     |  |
| 16.            | «La sandunga (Bonus)»  | Máximo Ramón Ortíz | 5:05     |  |
| 17.            | «Vámonos (Bonus)»      | Lila Downs         | 3:40     |  |

| DVD |                      |                   |          |  |
| N.º | Título               | Escritor(es)      | Duración |  |
| 1.  | «El relámpago»       | Tradicional       | 3:57     |  |
| 2.  | «La línea»           | Downs/Cohen       | 4:47     |  |
| 3.  | «La martiniana»      | Andrés Henestrosa | 4:30     |  |
| 4.  | «La cumbia del mole» | Lila Downs        | 4:08     |  |
| 5.  | «Paloma negra»       | Tomás Méndez      | 4:32     |  |
| 6.  | «Minimum wage»       | Downs/Cohen       | 4:27     |  |
| 7.  | «Justicia»           | Lila Downs        | 5:14     |  |
| 8.  | «La cucaracha»       | Tradicional       | 4:58     |  |
| 9.  | «Los pollos»         | Tradicional       | 3:48     |  |
| 10. | «Naila»              | Jesús Rasgado     | 3:32     |  |
| 11. | «Arenita azul»       | Tradicional       | 3:25     |  |
| 12. | «La iguana»          | Tradicional       | 4:31     |  |
| 13. | «La llorona»         | Tradicional       | 5:47     |  |
| 14. | «Perro negro»        | Downs/Cohen       | 7:00     |  |

## Sencillos
Este álbum no tuvo promoción a través de sencillos, fue directamente promocionado, a la par del disco Ojo de culebra, pero no con una promoción directa para el álbum En París – live à FIP. 
A continuación los temas más destacados de este álbum.
- El relámpago
- La cumbia del mole
- La iguana
- La llorona